# Eichhorn Schwyz
Eichhorn Schwyz (heute Eichhorn Gebr., Inhaber Greuter und Sohn) ist eine Schweizer Musikinstrumentenbauerfirma in Schwyz.

## Geschichte
Sie wurde 1886 von Alois Eichhorn (* 1865; † 1953) gegründet und zählt wie J. Nussbaumer und E. Salvisberg zu den ersten grossen Pionieren des Schwyzerörgeli. 1886 begann er mit der Herstellung und fabrizierte am Anfang seine Örgeli noch ohne Resonanzkasten. Im Jahre 1915 stellte Eichhorn eine erste chromatische Handorgel mit drei Melodiereihen und 36 Bässen her. Der damals bekannte Stalde Franz soll Eichhorn dazu gebracht haben, diese Handorgel zu bauen. Eichhorn baute später auch ein fünfreihiges Instrument mit 80 Bässen.
Zusammen mit seinen Söhnen Alois, Josef und Ernst Eichhorn prägte er den Begriff „Eichhorn Schwyz“ und somit auch die Bezeichnung Schwyzerörgeli. Vor allem die 18-bässigen Schwyzerörgeli mit Würfel-Intarsien werden noch heute hoch geschätzt.